# Honda Beat
Honda Beat – sportowy roadster klasy kei car produkowany przez koncern Honda w latach 1991 - 1996.

## Honda Beat I
Honda Beat to dwuosobowy roadster. Beat jest ostatnim samochodem zatwierdzonym przez Soichrio Honde przed jego śmiercią. Wyprodukowano 33.600 egzemplarzy. Konstrukcja samochodu pochodzi od Pininfariny, która sprzedała projekt planu Hondzie. Samochód wziął udział w programie Top Gear.

## Honda Beat II
Honda Beat II prototyp dwuosobowego kei cara, który pojawić się ma na rynku w 2013 roku. Pod maskę auta trafi jedynie benzynowy silnik o pojemności 1,3 lub 1,5 l.